# George Millay
George D. Millay (* 4. Juli 1929; † 7. Februar 2006 in San Diego, Kalifornien) war ein US-amerikanischer Unternehmer und Gründer von SeaWorld und Wet ’n Wild.
Millay startete seine Karriere als Restaurantbesitzer und hatte immer die Vision einen Unterwasserzoo zu gründen. Seinen ersten SeaWorld Park eröffnete er 1964 in San Diego mit einem Orca namens Shamu als Attraktion. Er eröffnete später zwei weitere SeaWorld Parks in Ohio 1970 und Orlando 1973. Er assistierte außerdem bei der Entwicklung von Magic Mountain.
Im Jahre 1977 entwickelte Millay den Themenpark Wet ’n Wild in Orlando, Florida. Millay wurde 1994 in die Hall of Fame der International Association of Amusement Parks and Attractions (IAAPA) aufgenommen. Zehn Jahre später bekam er von der World Waterpark Association die Auszeichnung Lifetime Achievement Award. 1998 verkaufte er sein Unternehmen.
Millay starb an Lungenkrebs.